# Stylosanthes tomentosa
Stylosanthes tomentosa är en ärtväxtart som beskrevs av M.B.Ferreira och Sousa Costa. Stylosanthes tomentosa ingår i släktet Stylosanthes och familjen ärtväxter. Inga underarter finns listade i Catalogue of Life.